# میشائیل وولفگرام
میشائیل وولفگرام (انگلیسی: Michael Wolfgramm؛ زادهٔ ۸ مارس ۱۹۵۳) قایقران روئینگ اهل آلمان شرقی بود.
وی در مسابقات کشوری و بین‌المللی در مجموع برندهٔ ۱ مدال طلا شده‌است.